# Patrick Spencer
Patrick Spencer ist ein ehemaliger antiguanischer Radrennfahrer.
Er nahm an den Olympischen Sommerspielen 1976 in Montreal teil. Im Wettbewerb Sprint schied er in den Vorläufen aus.